# Camponotus tasmani
Camponotus tasmani är en myrart som beskrevs av Auguste-Henri Forel 1902. Camponotus tasmani ingår i släktet hästmyror, och familjen myror. Inga underarter finns listade.